# Claus-Wilhelm Hoffmann
Claus-Wilhelm Hoffmann (* 14. Oktober 1932 in Stuttgart; † 14. März 2025) war ein deutscher Jurist und Politiker (CDU). Er war langjähriger Oberbürgermeister der Stadt Biberach an der Riß.

## Vorfahren
Hoffmann entstammt einer alten württembergischen Theologenfamilie. Sein Ururgroßvater, der Pfarrerssohn Gottlieb Wilhelm Hoffmann (1771–1846) war Amtsbürgermeister (heute etwa Landrat) in Leonberg, Mitglied der Ständeversammlung sowie Mitglied der 2. Kammer der württembergischen Landstände und gründete die Evangelischen Brüdergemeinden in Korntal und Wilhelmsdorf; dessen Sohn Ludwig Friedrich Wilhelm Hoffmann (1806–1873) war u. a. Generalsuperintendent der Kurmark und Oberhofprediger zuletzt am kaiserlichen Hof in Berlin. Er war in vierter Ehe verheiratet mit Pauline Hoffmann (geb. Gräfin von Görlitz). Sein Sohn Konrad Hoffmann war der letzte Oberhofprediger bei König Wilhelm II. von Württemberg. Dessen Sohn Wilhelm Hoffmann war u. a. Direktor der Württembergischen Landesbibliothek in Stuttgart, Präsident der Deutschen Schillergesellschaft und Mitbegründer des Deutschen Literaturarchivs Marbach. Wilhelm Hoffmann war verheiratet mit der als Engländerin in Durban (Natal) geborenen späteren Kindergärtnerin (Fröbel-Seminar) und Plastikerin Elfriede Frances Müller. Aus der Ehe gingen zwei Söhne hervor: der Historiker Peter Conrad Werner Hoffmann und Claus-Wilhelm.

## Jugend und Ausbildung
Claus-Wilhelm Hoffmann wuchs in einem von der Mutter in Stuttgart-Degerloch gekauften Haus in einer christlichen und liberalen Familie auf, unterbrochen von der kriegsbedingten Evakuierung des Eberhard-Ludwigs-Gymnasiums Stuttgart nach Biberach an der Riß. Nach der Rückkehr nach Stuttgart besuchte Hoffmann die Freie Waldorfschule Uhlandshöhe und legte dort 1952 das externe Abitur ab. Nach einigen Praktika und Auslandsaufenthalten studierte Hoffmann an der Rheinischen Friedrich-Wilhelms-Universität Bonn zunächst Soziologie, Moderne Geschichte und Schwedisch, dann Jurisprudenz und Nationalökonomie an der Freien Universität Berlin und an der Eberhard Karls Universität Tübingen.
Nach Beendigung des Jurastudiums arbeitete Hoffmann zunächst als Rechtsanwalt und Assistent von Rechtsanwalt Hellmut Becker in Kressbronn am Bodensee, dann vier Jahre lang als Richter am Kriminalgericht Moabit in Berlin, am Amtsgericht Crailsheim sowie am Amtsgericht und am Landgericht Ravensburg.

## Oberbürgermeister

### Wahl
1964 bewarb sich Hoffmann als Parteiloser um das Amt des Oberbürgermeisters der Stadt Biberach an der Riß. Die Wahl erregte zum einen wegen der Einmischung eines evangelischen Dekans in den Wahlkampf bundesweit Aufsehen, und zum anderen, weil sich der parteilose Hoffmann gegen einen von CDU und SPD unterstützten Kandidaten durchsetzen konnte. Wegen eines laufenden Gerichtsverfahrens, das ein Mitbewerber gegen die Wahl Hoffmanns angestrengt hatte, konnte Hoffmann nach einer Gesetzesänderung 1965 vom Gemeinderat zunächst als Amtsverweser bestellt werden. Erst fast zwei Jahre nach der Wahl konnte er als jüngster Oberbürgermeister eingesetzt werden.
1974 wurde Hoffmann auf zwölf Jahre und 1986 auf weitere acht Jahre wiedergewählt.

### Mitgliedschaften
In dieser Zeit war Hoffmann in zahlreichen Institutionen, Ausschüssen und Kommissionen tätig, so etwa im
- Hauptausschuss des Deutschen Städtetags von 1975 bis 1994
- Schulausschuss des Deutschen Städtetags von 1968 bis 1994
- Europäischen Schultag von 1977 bis 1994 (als Vertreter des Deutschen Städtetags)
- Schul- und Kulturausschuss des Städtetags Baden-Württemberg von 1967 bis 1994, teilweise als dessen Vorsitzender
- Vorstand des Städtetags Baden-Württemberg
- Landeskuratorium für Weiterbildung, 1970 bis 1977 als Vorsitzender
- Volkshochschulverband Baden-Württemberg 1978 bis 1994 teilweise als Vorsitzender
- Vorstand Deutscher Bibliotheksverband, teilweise als Vorsitzender
- Rates der Gemeinden und Regionen Europas (RGRE) Deutsche Sektion, von 1976 bis 1995 als Vizepräsident
- Präsidialrat des Internationalen Rates der Gemeinden und Regionen Europas, europäische Sektion der JULA.

In Aufsichtsräten, wie etwa der
- Württembergischen Gemeinde-Versicherung (WGV) sowie deren Töchtern
- Baugenossenschaft Biberach e.G.
- Präsidialbeirat der Bauakademie Biberach
- Regionalbeirat der Energie-Versorgung Schwaben (EVS)
- Verwaltungsrat der Kreissparkasse Biberach
- Biberacher Verlagsdruckerei

### Wirken
Einen wesentlichen Teil seiner Aufgabe sah Hoffmann darin, sowohl die wirtschaftliche als auch die kulturelle Entwicklung seiner Stadt mit gleicher Wertigkeit und gegenseitiger Bedingtheit zu fördern.
Auf Hoffmanns Initiative und unter seiner Leitung beschloss der Städtetag Baden-Württemberg in der sogenannten „Fellbacher Entschließung“, dass Kultur, Wirtschaft und Soziales gleichen Rang haben und von den Städten des Landes nicht als Freiwilligkeits-, sondern als Pflichtaufgaben angesehen werden, die ebenso zur Daseinsvorsorge gehören, wie etwa Wasser und Energie.
Schon Ende der sechziger Jahre beschäftigte sich Hoffmann mit längerfristigen Planungen (mittelfristige Finanzplanung, Stadtentwicklungsplanung, Flächennutzungsplan), sowie mit einer institutionalisierten Zusammenarbeit mit den Nachbargemeinden der Stadt Biberach. Ebenso war er an den vom Wangener Landrat Walter Münch auf den Weg gebrachten Initiativen des Planungsverbandes Oberschwaben beteiligt, der Oberschwaben aus seiner Randlage in das Blickfeld der baden-württembergischen Politik rücken wollte.
Von seinem Einsatz für die Völkerverständigung zeugen die zahlreichen Verbindungen Biberachs. In seiner Amtszeit wurden die Städtepartnerschaften mit den Städten Valence in Frankreich (1967), Asti in Oberitalien (1981), Telawi in der damals sowjetischen Republik Georgien (1987), Świdnica/Schweidnitz in Polen (1990), und dem Tendring-Distrikt in Großbritannien (1991) begründet.
In Biberach gründete er den Kreisverband der Europa-Union, dessen Vorsitzender er 18 Jahre lang war. Zudem fand der dritte Kongress der Partnerstädte in Deutschland und der Sowjetunion in Biberach statt.
Den Initiativen Hoffmanns war es zu verdanken, dass die ursprünglich als Ingenieurschule in Biberach gegründete Fachhochschule für Bauwesen und heutige Hochschule Biberach nicht im Rahmen der Gesamthochschulbildung nach Ulm oder Ravensburg verlegt wurde, sondern in Biberach geblieben ist.

## Spätere Tätigkeit
Seit seinem Ausscheiden aus dem Amt des Oberbürgermeisters war er in einer Biberacher Kanzlei bis 2015 als Rechtsanwalt tätig.
Hoffmann war Gründungs- und Vorstandsmitglied der von Martin Walser ins Leben gerufenen Stiftung Literaturarchiv Oberschwaben, der späteren Literaturstiftung Oberschwaben, seit 2003 als Nachfolger von Walser deren Vorsitzender, sowie Gründungs- und Vorstandsmitglied der Bruno-Frey Musikschulstiftung.

## Familie
Hoffmann heiratete 1953 während des Studiums Gudula Renate geb. Hege, die Tochter des Fotografen Kurt Hege. Aus der Ehe gingen 4 Kinder hervor. Nach der Scheidung der ersten Ehe 1985 heiratete Hoffmann 1985 in zweiter Ehe Christa Maria, geb. Beiter (1938–1992). Ab 1994 lebte Hoffmann mit seiner Lebensgefährtin Sabine Kurreck, geb. Hentzen, in Mittelbiberach. Er starb am 14. März 2025 im Alter von 92 Jahren.

## Ehrungen und Auszeichnungen
- Staufermedaille des Ministerpräsidenten des Landes Baden-Württemberg 1982
- Erster Ehrensenator der Hochschule Biberach[6] seit 1984
- Ehrenbürger der Stadt Buckhannon/USA seit 1985
- Ehrenbürger der Stadt Biberach an der Riß seit 1994
- Verdienstmedaille der Stadt Świdnica/Schweidnitz/Polen 1994
- Ehrenbürger der Stadt Świdnica/Schweidnitz/Polen seit 2003
- Ehrenmitglied des Rotary Clubs Świdnica/Schweidnitz-Wałbrzych/Waldenburg seit 2001
- Bundesverdienstkreuz am Bande 1992
- Bundesverdienstkreuz Erster Klasse 1994
- Verdienstorden des Landes Baden-Württemberg 2011
- Europa-Medaille der CDU/CSU Gruppe der EVP-Fraktion des Europäischen Parlaments
- Ehrenmedaille des CONSEIL DES COMMUNES ET REGIONS D´EUROPE

## Publikationen
- Schulbau – ein Grundproblem moderner Pädagogik, in: Recht und Wirtschaft der Schule, Heft 11, November 1961, SS. 336–338
- Das vorläufige Bestreiten einer Konkursforderung in Neue Juristische Wochenschrift 1961, S. 1343 f.
- Freiheit und Erziehung – Probleme der „verwalteten Schule“ in Recht und Wirtschaft der Schule, 1962, Heft 11, S. 325 ff.
- Biberach-Geschichte und Gegenwart, hrsg. von Gerd Maier, Konrad Theiss Verlag, Stuttgart und Aalen 1972. Darin: Biberach heute von Claus-Wilhelm Hoffmann, SS. 123–129
- Die Große Kreisstadt Biberach – Kultureller Mittelpunkt und Zentrum der Wirtschaft. In: Der Kreis Biberach, Konrad Theiss Verlag Stuttgart und Aalen 1973, SS. 305–318
- Des Dichters Leistung für das große Ganze, Beiheft zur Werkausgabe Maria Müller-Gögler: Die Autorin und ihr Werk, Einführung, Stimmen der Freunde. Jan Thorbecke Verlag, Sigmaringen 1980, SS. 58–67
- Claus-‚Wilhelm Hoffmann: Dreh doch den Wind um - Biberacher Versuche, Engelhornverlag Stuttgart, 1. Aufl. 1982, 162 SS.; 2. erw. Aufl. 1989, 299 SS.¸3. erw. Aufl. 1991, 319 SS.
- Zur Stärkung der Selbstverwaltung in Griechenland. In: Kommunalpolitische Blätter, Kommunal-Verlag Recklinghausen 10/86, S. 781
- Ist Kultur noch bezahlbar? In: Die Alte Stadt, Vierteljahreszeitschrift für Stadtgeschichte, Soziologie und Denkmalpflege, 21. Jahrgang 2 und 3/94 SS. 251–265.
- Die Kommunale Selbstverwaltung in Deutschland (dargestellt am Beispiel der Gemeindeordnung fuer Baden-Wuerttemberg), hrsg. und eingeleitet von Claus-Wilhelm Hoffmann. Verlag „DE JURE“, Moskau 1996, in russischer Sprache
- Delectare et prodesse – eine Utopie? In: „He, Patron!“, de scriptum Verlag, Uhldingen 1997 SS. 83 ff.(Beitrag zum Geburtstagsband Martin Walser 1997)
- Maria Menz Briefe, hrsg. v. Claus-Wilhelm Hoffmann, Band I: Briefwechsel mit Martin Walser, Edition Isele, Eggingen 2005, 439 SS.
- Maria Menz Briefe, hrsg. v. Claus-Wilhelm Hoffmann, Band II: Briefwechsel mit Befreundeten. Jan Thorbecke Verlag Ostfildern 2009, 802 SS.
- Maria Menz, Gedichte, Werkausgabe in drei Bänden, Neuausgabe hrsg. v. Claus-Wilhelm Hoffmann, Jan Thorbecke Verlag Ostfildern 2009,
- Hans Dieter Schaal, Work in Progress, hrsg. v. Claus-Wilhelm Hoffmann und Frank R. Werner, Edition Axel Menges Stuttgart/London 2013, 608 SS.
- Claus-Wilhelm Hoffmann: Im Wandel der Zeit – Weihnachtsbriefe der Stadt Biberach von 1965-1993. Biberacher Verlagsdruckerei, Biberach 2013, 340 SS.[7]
- Wechselbeziehung zwischen Kunst und Gesellschaft, in: GYJHO, New Planet; Malerei in Öl auf Leinwand 1974–2014, Ernst Wasmuth Verlag Tübingen, Berlin 2014, SS. 163 f.